# Sébastien Loeb
Sébastien Loeb, francoski rally dirkač, 26. februar 1974, Haguenau, Francija. 
Loeb je francoski profesionalni rally voznik. Tekmoval je za ekipo Citroën World Rally Team v World Rally Championship (WRC) in je najuspešnejši voznik v zgodovini tega tekmovanja, v katerem je osvojil rekordnih devet zaporednih naslovov prvaka. V lasti ima še veliko drugih rekordov, med drugim tudi rekord za največ zmag, največ uvrstitev na stopničke za zmagovalce in tudi rekord za največ osvojenih točk. Loeb je svojo upokojitev od tekmovanja WRC naznanil konec sezone leta 2012. Sodeloval je na izbranih WRC dirkah v sezoni 2013, dirkal pa je polno sezono v FIA GT Series, v katerem je vozil McLaren MP4-12C, in nato leta 2014 vstopil v tekmovanje FIA World Touring Car Championship z ekipo Citroena. 
Loeb, sprva telovadec, je leta 1995 začel z relijem, v katerem je leta 2001 osvojil Junior World Rally Championship. Leta 2002 je podpisal prvo pogodbo s tovarniško ekipo Citroena in s sovoznikom Danielom Eleno osvojil Rallye Duetschland. Loeb je prvi naslov prvaka osvojil leta 2004, nato pa s svojo ekipo Citroena osvojil še rekordnih 9 naslovov, zadnjega leta 2012.
1. ↑  DiGiacomo P. Encyclopædia Britannica
2. 1 2  Bischoff G., Foessel G., Baechler C. Nouveau dictionnaire de biographie alsacienne — 1982. — Vol. 46. — P. 4783. — 4434 p.